# Woman Times Seven
Woman Times Seven (Italiaans: Sette volte donna) is een Italiaans-Amerikaanse filmkomedie uit 1967 onder regie van Vittorio De Sica.

## Verhaal
De filmkomedie bestaat uit zeven verhalen die handelen over vreemdgaan. Telkens komt er een andere vrouw aan bod, die op haar eigen manier omgaat met haar affaire of die van haar man.

## Rolverdeling
| Acteur           | Personage                                                      |
| ---------------- | -------------------------------------------------------------- |
| Shirley MacLaine | Paulette / Maria Teresa / Linda / Edith / Eve / Marie / Jeanne |
| Elspeth March    | Annette                                                        |
| Peter Sellers    | Jean                                                           |
| Rossano Brazzi   | Giorgio                                                        |
| Laurence Badie   | Prostituee                                                     |
| Judith Magre     | Prostituee                                                     |
| Catherine Samie  | Jeannine                                                       |
| Robert Duranton  | Didi                                                           |
| Lex Barker       | Rik                                                            |
| Elsa Martinelli  | Mooie vrouw                                                    |
| Robert Morley    | Dr. Xavier                                                     |
| Jessie Robins    | Marianne                                                       |
| Patrick Wymark   | Henri                                                          |